# Dietzhölze
Die Dietzhölze ist ein nördlicher und orographisch linker sowie mit 23,7 km Fließstrecke der längste Zufluss der Dill im Lahn-Dill-Kreis im Westen Mittelhessens.

## Name
1048 noch als Dietsulze bezeichnet, wurde der Name in der Neuzeit zu Dietzhölze umgedeutet. Das Bestimmungswort  stammt von mhd. diet für '(fahrendes) Volk, Leute, Heiden' und das Grundwort von mhd. sülze 'Salzwasser, Sumpf'.

## Geographie

### Verlauf

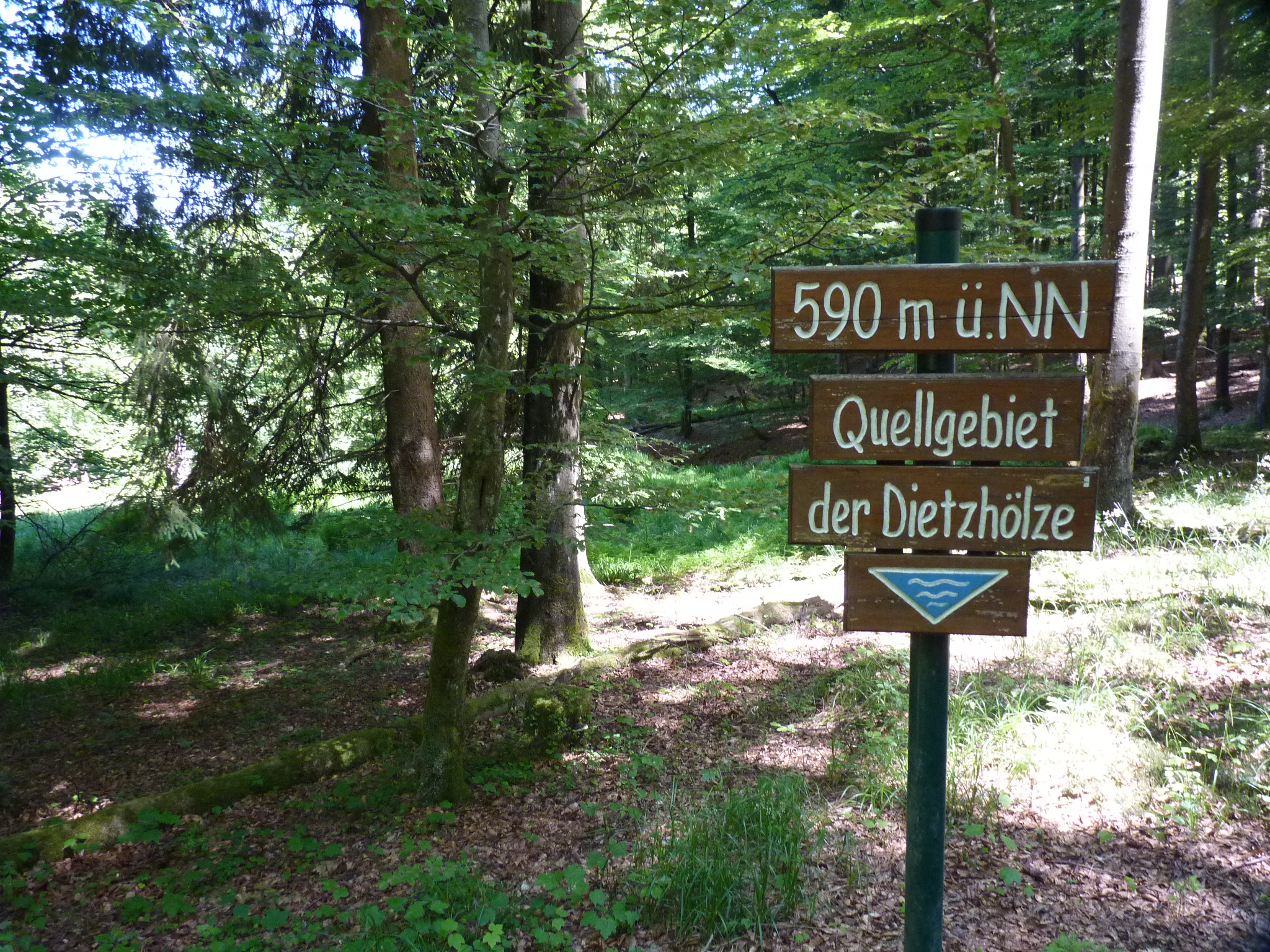
Schild: 590 m ü. NN – Quellgebiet der Dietzhölze (2015)

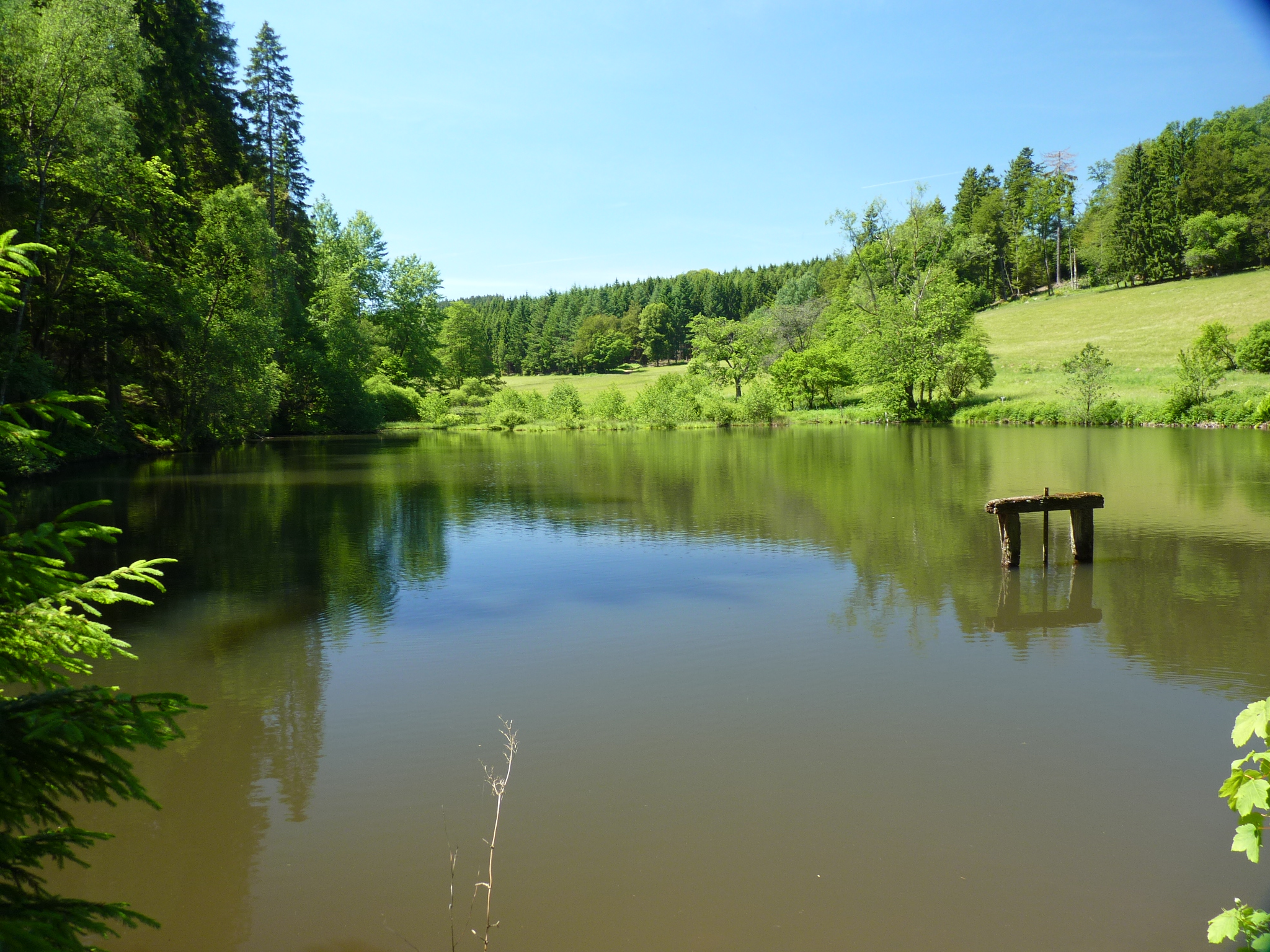
Oberer Dietzhölze-Weiher (Juni 2015)

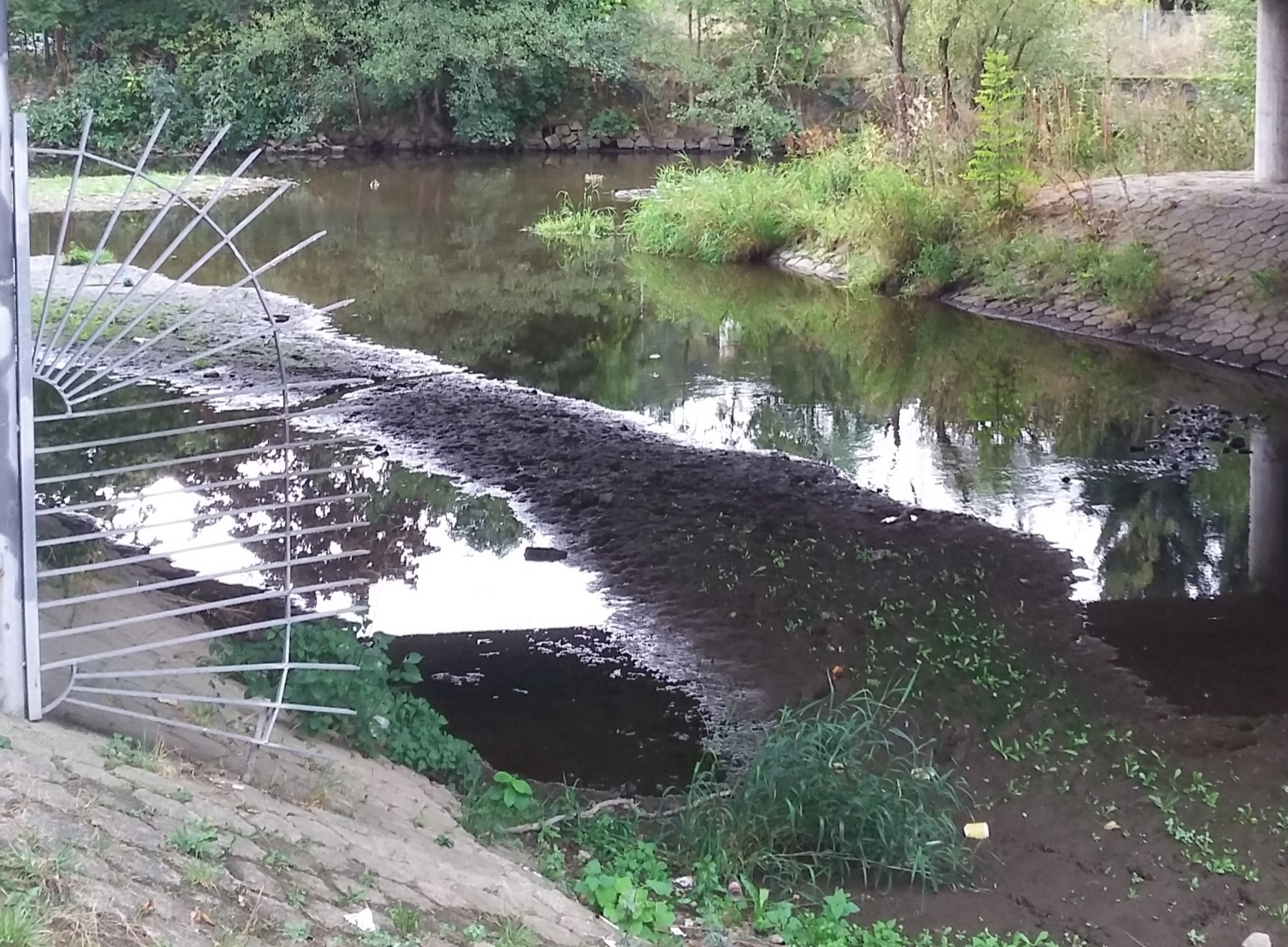
Dietzhölze Mündung

Die Dietzhölze entspringt im Südwesten des Rothaargebirges auf dem Nordwesthang der 641,1 m ü. NHN hohen Nordhöll, die zum Nordostauslauf der Haincher Höhe gehört. Ihre Quelle liegt in einem kleinen Quellgebiet auf rund 590 m Höhe.
Anfangs umfließt die Dietzhölze die Nordhöll im Uhrzeigersinn etwa hufeisenförmig. Dabei werden der Obere Dietzhölze-Weiher (beim Forsthaus Dietzhölze) und der 1,9 Flusskilometer unterhalb davon gelegene Untere Dietzhölze-Weiher gespeist. Hiernach mündet nahe der Landesstraße 1571 nordwestlich oberhalb des Dietzhölztaler Ortsteils Rittershausen von Westen der Langenbach ein. Von dort an fließt die Dietzhölze bis Ewersbach, dem Sitz der Gemeindeverwaltung von Dietzhölztal, nach Südosten; in der Ortschaft mündet von Südosten der Ebersbach ein. Fortan verläuft sie ein Stück entlang der L 3044.
Nach dem Passieren von Ewersbach fließt der Dietzhölze von Norden der vom Ortsteil Mandeln kommende Mandelbach zu, worauf sie entlang der L 3043 nach Süden verläuft. Dabei fließt sie zwischen dem Ortsteil Steinbrücken und dessen Ortslage Ziegenberg hindurch.
Kurz darauf erreicht die Dietzhölze das Gemeindegebiet von Eschenburg. In Eibelshausen, dem Sitz der Gemeindeverwaltung, mündet von Nordwesten der Dombach ein und südlich der Ortschaft von etwa aus gleicher Richtung der vom Ortsteil Simmersbach kommende Simmersbach. Direkt nach dessen Mündung unterquert der Fluss die zuvor entlang dem Simmersbach angelegte Bundesstraße 253, um fortan in Richtung Südwesten entlang der Straße zu fließen und dabei den Eschenburger Ortsteil Wissenbach und den Dillenburger Ortsteil Frohnhausen zu tangieren.
Schließlich erreicht die Dietzhölze den Nordwestteil der Kernstadt Dillenburgs, wo sie unmittelbar nach Unterqueren der B 277 wenige Meter östlich vom Abzweig der B 253 und letztlich von Norden heranfließend in den dort von Westnordwesten kommenden Lahn-Zufluss Dill mündet.

### Naturräumliche Zuordnung
Naturräumlich hat die Dietzhölze eine herausragende Bedeutung. Das Dietzhölzetal, das auch die Täler von Mandel- und Simmersbach enthält, ist ein Ausläufer des Dilltales (Haupteinheit 321) und nimmt den größeren Teil des Oberen Dilltales (321.1) ein. Die Haupteinheit Dilltal als solche stellt die Nahtstelle zwischen dem Rothaargebirge (Haupteinheit 333, nördlich und nordwestlich), dem Gladenbacher Bergland (Haupteinheit 320, östlich) und dem Westerwald (Haupteinheiten 322–324, Südwesten) dar. Während das Rothaargebirge den Höhenschwerpunkt des Süderberglandes (Haupteinheitengruppe 33) darstellt, werden Dilltal und Gladenbacher Bergland – wie auch der „eigentliche“ Westerwald – zur Haupteinheitengruppe Westerwald (32) gezählt.
Im absoluten Oberlauf, nach nur 3 km bis unmittelbar unterhalb Rittershausens, stellt die Dietzhölze rothaargebirgsintern die Grenze zwischen Haincher Höhe (rechts bzw. südwestlich) und Ederkopf-Lahnkopf-Rücken (links) dar. Unmittelbar unterhalb des erwähnten Abschnittes stellt der Fluss wiederum die Nord- und Ostgrenze des Höhenzuges Struth dar, der nach Süden durch die Dill und nach Westen durch deren Nebenfluss Roßbach begrenzt wird. Die Struth (Naturraum 321.2) mutet vom Relief her zwar wie ein Ausläufer der Haincher Höhe an, wird jedoch zur Haupteinheit Dilltal und damit zum naturräumlichen Westerwald gezählt.

### Einzugsgebiet und Zuflüsse
Das Einzugsgebiet der Dietzhölze ist 88,44 km² groß und wird über Dill, Lahn und Rhein zur Nordsee entwässert.
Zu ihren Zuflüssen gehören (bachabwärts betrachtet):
| Name                                                                                     | Seite  | Länge (km) | Quell-              | Mündungs-           | Mündungs- ort (Lage) | Mündungs- km | EZG (km²) | DGKZ       |
| Name                                                                                     | Seite  | Länge (km) | höhe (ca. m ü. NHN) | höhe (ca. m ü. NHN) | Mündungs- ort (Lage) | Mündungs- km | EZG (km²) | DGKZ       |
| ---------------------------------------------------------------------------------------- | ------ | ---------- | ------------------- | ------------------- | -------------------- | ------------ | --------- | ---------- |
| Dietzbach                                                                                | links  | 0,4 km     |                     |                     |                      | 20,10 km     |           |            |
| Kitzenbach                                                                               | rechts | 1,1 km     |                     |                     |                      | 18,45 km     |           | 25844-194  |
| Langenbach                                                                               | rechts | 2,8 km     | 590 m               | 405 m               | Rittershausen (o)    | 18,25 km     | 04,6 km²  | 25844-2    |
| Fischbach                                                                                | rechts | 1,3 km     |                     |                     |                      | 18,80 km     |           | 25844-32   |
| Burbach                                                                                  | rechts | 3,5 km     | 470 m               | 359 m               | Ewersbach (i)        | 15,60 km     | 04,4 km²  | 25844-4    |
| Ebersbach                                                                                | rechts | 2,4 km     | 430 m               | 335 m               | Ewersbach (i)        | 13,85 km     |           | 25844-54   |
| Mandelbach                                                                               | links  | 3,7 km     | 440 m               | 325 m               | Steinbrücken (b)     | 12,80 km     | 11,6 km²  | 25844-6    |
| Dombach                                                                                  | links  | 2,0 km     | 420 m               | 305 m               | Eibelshausen (i)     | 10,55 km     | 1,54 km²  | 25844-794  |
| Hosbach                                                                                  | rechts | 1,1 km     |                     |                     | Eibelshausen (i)     | 09,70 km     |           | 25844-796  |
| Simmersbach                                                                              | links  | 5,6 km     | 465 m               | 295 m               | Eibelshausen (u)     | 09,40 km     | 11,3 km²  | 25844-8    |
| Tahlenwasser                                                                             | rechts | 3,5 km     | 445 m               | 280 m               | Frohnhausen (o)      | 04,90 km     |           | 25844-9316 |
| Hundsbach                                                                                | rechts | 3,1 km     | 445 m               | 270 m               | Frohnhausen (b)      | 03,50 km     |           | 25844-954  |
| Abkürzungen (Lage): b = beim, o = oberhalb vom, i = im und u = unterhalb vom Mündungsort |        |            |                     |                     |                      |              |           |            |

### Zur Hauptflussfrage
Beim Zusammenfluss mit der Dill ist die Dietzhölze zwar etwas länger als ihr Mutterfluss, verfügt jedoch über das deutlich kleinere Einzugsgebiet (88 gegenüber 162 km²) und steuert entsprechend weniger zum Abfluss (1400 gegenüber 2900 l/s) bei. Zieht man von der Oberen Dill bis zur Mündung jedoch die vom Westerwald kommenden rechten Nebenflüsse Haigerbach und Aubach ab, so reduzieren sich die Werte der Dill auf 79 km² Einzugsgebiet und 1300 l/s Abfluss. Somit stellt die Dietzhölze den mindestens gleichberechtigten zweiten Hauptfluss des Dill-Systems bezogen auf Rothaargebirge und Struth dar.

### Lahn-Sieg- und Lahn-Dill-Wasserscheide
Nur 2 km nördlich der Dietzhölzequelle treffen am Jagdberg die Wasserscheiden Lahn-Sieg und Lahn-Dill aufeinander. Unmittelbar nördlich davon befindet sich die Quelle der Ilse, westlich davon jene der Lahn selbst und östlich die der Banfe – alle zur oberen Lahn entwässernd. In westlicher Nachbarschaft der Dietzhölzequelle entspringt hingegen der Geiersgrundbach, der durch den Werthenbach zur Sieg entwässert.